# Amici miei (romanzo)
(La supercazzola del Mascetti)
Amici miei è un romanzo scritto dagli sceneggiatori Leonardo Benvenuti, Piero De Bernardi e Tullio Pinelli, poco dopo l'uscita del film omonimo, con lo stesso soggetto e sempre scritto da loro, nel 1975. Il libro fu pubblicato per la prima volta da Rizzoli Editore nel 1976.
Si tratta di una raccolta di brevi storie che hanno come protagonisti cinque amici fiorentini.

## Trama
Nella città di Firenze, negli anni settanta, vivono cinque uomini di età intorno ai cinquant'anni, amici fin dall'infanzia, sempre uniti e sempre pronti a scherzare con il prossimo: Raffaello "Lello" Mascetti, Giorgio Perozzi, Rambaldo Melandri, Alfeo Sassaroli e Guido Necchi. Mascetti è un conte decaduto e disoccupato che vive da sempre di rendita ed è solito raggirare chiunque incontri dicendo frasi sconnesse, senza senso e piene di termini inesistenti, definite da lui "supercazzole"; Perozzi è un padre di famiglia impiegato nell'editoria, sempre in conflitto con la moglie e il figlio, severi nei suoi confronti e desiderosi che lui si occupasse di cose ben più importanti; Melandri è un architetto del Comune inguaribilmente romantico, perennemente alla ricerca di una compagna ma che finisce sempre per innamorarsi della persona sbagliata; Sassaroli è uno stimato medico che si è unito agli altri quattro quando, dopo un incidente, sono stati ricoverati nella sua clinica, occasione in cui ha reagito alle loro provocazioni con cure mediche particolarmente fastidiose; Necchi è il proprietario del bar che accoglie sempre gli amici, nonché la vittima dei loro scherzi più malvagi, nei quali spesso finisce coinvolta anche sua moglie Carmen.
La combriccola è sempre pronta a partire per compiere le proprie "zingarate", ovvero fare viaggi e organizzare burle, anche senza pianificare ed organizzare il tutto, allo scopo di divertirsi nel modo più sfrenato per sfuggire alla noiosa vita di tutti i giorni, ma alla fine si ritrova sempre un conto da pagare per gli scherzi commessi.